# Paul Rogers (Schauspieler)
Paul Rogers (* 22. März 1917 in Plympton, Devon, England; † 6. Oktober 2013 in London, England) war ein preisgekrönter britischer Schauspieler in Film, Fernsehen und Theater. In seiner langen Schauspielerkarriere spielte er zwischen 1951 und 1997 in über 70 Rollen in britischen Kino- und Fernsehproduktionen, darunter in Filmen wie Beau Brummell, Unser Mann in Havanna, Die Verdammten der Meere, In den Schuhen des Fischers oder 2 durch 3 geht nicht.

## Leben und Karriere
Paul Rogers, geboren 1917 in Plympton in der Grafschaft Devon, studierte 1938 Schauspiel in Dartington bei Michael Tschechow. 1949 trat er als Theaterschauspieler in die Old Vic Company ein, wo er zahlreiche Rollen in Shakespeare-Stücken spielte, unter anderem die des Bottom oder die des Sir John Falstaff. Zu den Höhepunkten seiner Karriere ist seine Leistung als Max in Harold Pinters Stück The Homecoming, 1967 für die Royal Shakespeare Company von Peter Hall inszeniert, zu zählen, für die Paul Rogers den Tony Award als bester Hauptdarsteller gewann. Darüber hinaus spielte er die Rolle des alternden Schauspielers in Ronald Harwoods The Dresser in seiner ersten Broadway-Produktion.
Seine Filmkarriere begann Rogers im Jahr 1951 mit einer kleinen Nebenrolle in George Hoellerings Drama Murder in the Cathedral. Es folgten in den 1950er Jahren zahlreiche markante Nebenrollen in britischen Kinofilmen. Unter anderem sah man ihn in Filmen wie Ins Paradies verdammt von Muriel Box, in dem Drama Svengali von Regisseur Noel Langley, in Curtis Bernhardts Kostümfilm Beau Brummell oder in Carol Reeds Agentenfilm Unser Mann in Havanna neben Alec Guinness.
In den 1960er Jahren hatte er Leinwandauftritte in Ken Hughes Oscar-Wilde-Biographie Der Mann mit der grünen Nelke, in Ralph Thomas Drama Und morgen alles, in Peter Ustinovs Literaturverfilmung von Herman Melvilles Klassiker Die Verdammten der Meere, in Daniel Petries Drama Das Glück in seinen Armen, in Charles Crichtons Kriminalfilm Wer einen Tiger reitet, in Michael Andersons Historienfilm In den Schuhen des Fischers oder in dem Drama 2 durch 3 geht nicht von Regisseur Peter Hall.
In den 1970er und 1980er Jahren wurden seine Kinoauftritte seltener. 1974 sah man ihn unter anderem in dem Musical Lost in the Stars von Regisseur Daniel Mann oder in Anthony Harveys Historiendrama Christina – Zwischen Thron und Liebe neben Peter Finch, Liv Ullmann oder Cyril Cusack.
Bereits 1955 hatte sich Paul Rogers auch dem britischen Fernsehen zugewandt und spielte dort in Episoden von erfolgreichen Serien. Zu seinen Auftritten in dem neuen Medium gehörten Tales from Soho (1956), BBC Sunday-Night Theatre (1956–1958), Geheimauftrag für John Drake (1961), Thursday Theatre (1965), Public Eye (1972), Der kleine Lord (1976), Rumpole of the Bailey (1979), Struggle (1983/84), Police Rescue – Gefährlicher Einsatz (1991–1993) oder Kavanagh QC (1995).
1997 beendete er seine Filmkarriere mit einer kleinen Gastrolle in Gillian Armstrongs romantischem Drama Oscar und Lucinda.
Seine Biografie Paul Rogers von Autor Audrey Williamson war im Jahr 1957 erschienen. Rogers heiratete nach der Scheidung von Muriel Jocelyn Maire Wynne im Jahr 1955 Rosalind Mary Boxall. Die Ehe hielt bis zu ihrem Tod im Jahr 2004. Das Paar hatte zwei Kinder.
Paul Rogers verstarb am 6. Oktober 2013 im Alter von 96 Jahren in London.

## Auszeichnungen
- 1967: Tony Award in der Kategorie Bester Hauptdarsteller in Harold Pinters Stück The Homecoming für die Royal Shakespeare Company inszeniert von Peter Hall

## Filmografie (Auswahl)
- 1951: Murder in the Cathedral
- 1954: Ins Paradies verdammt (The Beachcomber)
- 1954: Beau Brummell – Rebell und Verführer (Beau Brummell)
- 1954: Svengali
- 1959: Unser Mann in Havanna (Our Man in Havana)
- 1960: Der Mann mit der grünen Nelke (The Trials of Oscar Wilde)
- 1960: A Circle of Deception
- 1961: Und morgen alles (No Love for Johnnie)
- 1961: Gebrandmarkt (The Mark)
- 1962: Die Küchenbullen (The Pot Carriers)
- 1962: Brennende Schuld (Life For Ruth)
- 1962: The Wild and the Willing
- 1962: Die Verdammten der Meere (Billy Budd)
- 1963: Das Glück in seinen Armen (Stolen Hours)
- 1964: The Third Secret
- 1965: Wer einen Tiger reitet (He Who Rides a Tiger)
- 1968: Decline and Fall … of a Birdwatcher
- 1968: In den Schuhen des Fischers (The Shoes of the Fisherman)
- 1968: A Midsummer Night’s Dream
- 1969: Die Abrechnung (The Reckoning)
- 1969: 2 durch 3 geht nicht (Three Into Two Won’t Go)
- 1969: Krieg im Spiegel (The Looking Glass War)
- 1972: I Want What I Want
- 1973: The Homecoming
- 1974: Lost in the Stars
- 1974: Christina – Zwischen Thron und Liebe (The Abdication)
- 1975: The Old Curiosity Shop
- 1981: Der Prinz und der Bettelknabe (The Prince and the Pauper)
- 1984: Alles ist vergänglich (Nothing Lasts Forever)
- 1997: Oscar und Lucinda (Oscar and Lucinda)